# Flughafen Ranong

i7
i11
i13
Der Flughafen Ranong  (thailändisch ท่าอากาศยานแพร่; ICAO-Code: VTSR) ist ein Regionalflughafen. Er liegt in Ratchakrut, Amphoe Mueang Ranong in der Provinz Ranong, Südregion von Thailand.